# جيمس توماس هاريسون
جيمس توماس هاريسون (بالإنجليزية: James Thomas Harrison) هو محامي وسياسي أمريكي، ولد في 30 نوفمبر 1811 في بيندلتون في الولايات المتحدة، وتوفي في 22 مايو 1879 في كولومبوس في الولايات المتحدة.